# 日兹德拉河
日兹德拉河是俄羅斯的河流，位於卡盧加州內，屬於奧卡河的左支流，河道全長223公里，流域面積9,170平方公里，在每年11月下旬開始結冰，直至翌年4月上旬，河畔城鎮有科澤利斯克和日茲德拉。